# Collatio lustralis

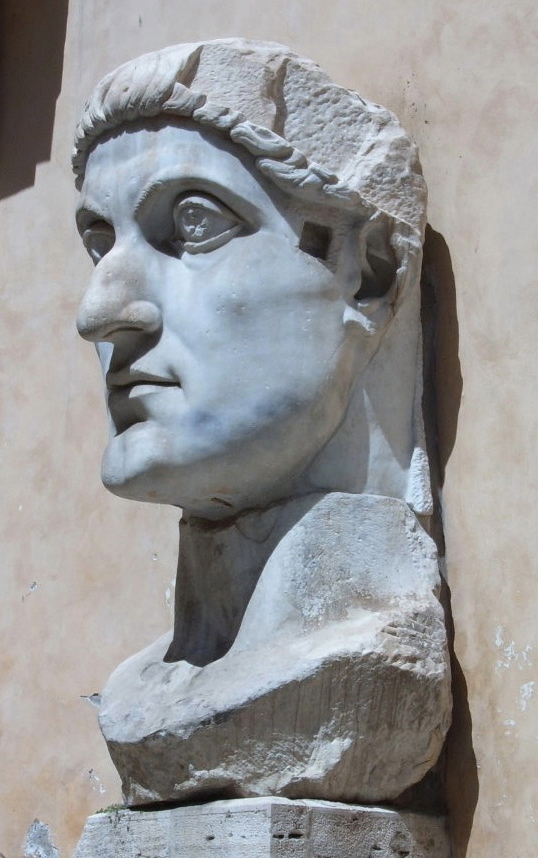
Emperador Constantino, creador del crisargiro (busto de los Museos Capitolinos, Roma)

La collatio lustralis o chrysargyron (en griego) fue un impuesto que se introdujo en el Bajo Imperio romano que se aplicaba a la renta de cualquier capital distinto del de la tierra.

## Etimología
Su denominación latina collatio lustralis proviene de las palabras latinas collatio (contribución), lustralis (relativo a la purificación) y aurum (oro). Estas palabras se usaban para designar el impuesto en las fuentes jurídicas y administrativas.En su acepción de origen griego el vocablo chrysargyron, se debe a que el impuesto se pagaba en monedas de oro y plata. Es un término derivado de las palabras griegas arguros, αργυρος (plata) y chrusos, χρυσος (oro).

## Origen
El historiador Zósimo atribuye a Constantino la introducción de este impuesto, aunque algunas observaciones sugieren que se introdujo por primera vez en el territorio gobernado por Licinio, posiblemente para compensar la abolición de la capitatio plebeia para la población urbana en general en 313. En cualquier caso, debió existir antes del 324, ya que Constantino renunció a ella para el año de sus celebraciones decenales.

## Periodicidad del impuesto
Varias fuentes textuales históricas hablaban de una periodicidad de cuatro años. Los papiros indican que, al menos en Egipto, el impuesto se recaudaba anualmente desde una fecha temprana, a veces incluso mensualmente. Esto se adaptaba mejor a la capacidad de pago de los contribuyentes más pequeños que la de aportar una suma mayor cada cuatro o cinco años. En 410, este medio de recaudación se hizo obligatorio en todo el imperio, manteniendo el ciclo plurianual.

## Descripción
El impuesto se aplicaba a la renta de cualquier capital distinto del de la tierra. El emperador emitía un edicto por el cual ordenaba su percepción. No se sabe con exactitud cuál era la cuantía de este impuesto, pero la forma en que se recaudaba es suficiente para entender los sombríos relatos de los historiadores y cronistas de la época.Las distintas partes interesadas involucradas en su administración, pago y exención eran:
- Recaudadores: El impuesto iba a los sacra largitiones, el tesoro imperial que se ocupaba de los ingresos en oro y plata. Los recaudadores eran los funcionarios de este tesoro, como los rationales o los procuratores y en la legislación se ampliaba la responsabilidad de recaudación a cargos de la administración provincial, como los gobernadores, los prefectos del pretorio o cargos urbanos como los curiales.[4]En las ciudades los recaudadores responsables, elegidos entre los comerciantes y artesanos, lo distribuían entre los contribuyentes de la ciudad según la estimación de su fortuna y debían, después de un tiempo determinado, depositar el producto en las arcas del Tesoro.[1]
- Contribuyentes: El impuesto  afectaba especialmente a las poblaciones urbanas como los comerciantes, artesanos y menestrales municipales inscritos en la matricula negotiatorum, en suma, todos los que se ganaban su vida por el comercio. También se incluían algunas profesiones liberales, como médicos o profesores, y algunos clérigos que ejercían actividades mercantiles. La posesión de ciertos bienes, como talleres, molinos o tiendas, hacía presumir la condición de comerciante y obligaba a pagar el impuesto.[4]
- Exenciones: Las fuentes jurídicas enumeran grupos de personas activas en el ámbito del comercio que estaban total o parcialmente exentos de la collatio lustralis o crisárgiro como los navicularii (transportistas marítimos), los veteranos del ejército, los sepultureros (copiatae), los clérigos que compraban manutención para los pobres o los que realizaban un comercio insignificante.[4] También estaban exentos los artesanos rurales, los coloni de las fincas pertenecientes a la curia o a los senadores y también los propios curiales.[6] Estas exenciones podían ser concedidas por el emperador o por la ley, y a veces eran objeto de abusos o conflictos.[8][9]

## Evolución del impuesto

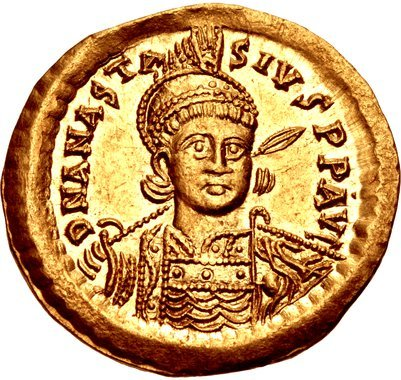
Moneda de oro del emperador Anastasio I, derogador del impuesto chrysargyron

En última instancia la collatio lustralis o chrysargyron no fue más que la extensión a las poblaciones urbanas y a los ingresos no territoriales de las prácticas de toma de metales preciosos que habían comenzado con las requisiciones practicadas bajo la Tetrarquía. Fue regulado por sucesivos emperadores que hicieron varios cambios en cuanto a cómo se aplicaba, cómo recaudarlo y quién era responsable de hacerlo. Desde la época de Valentiniano, el oro parece haber sido preferido a la plata como metal de pago.
El impuesto era muy impopular entre los contribuyentes, que lo consideraban injusto y opresivo. Además, su recaudación era difícil y costosa, ya que requería de un gran número de funcionarios y agentes que supervisaran el proceso y evitaran el fraude y la evasión fiscal. El impuesto también tenía un efecto negativo sobre la economía, ya que desincentivaba la actividad productiva y comercial, y provocaba el abandono de los oficios y la huida al campo o al clero de muchos ciudadanos. Todas estas consideraciones contribuyen a la impresión obtenida de las fuentes literarias de un impuesto particularmente opresivo.En mayo del 498 el emperador del imperio romano de oriente Anastasio I abolió el impuesto como parte de su política de reforma fiscal y de alivio de las cargas de los contribuyentes. La medida fue recibida con gran alegría y gratitud por los habitantes de las ciudades. Aunque la medida implicó una pérdida de ingresos para el tesoro imperial, esta carencia fue compensada por otras reformas fiscales y administrativas, así como por el crecimiento económico y la expansión del comercio.
Así relató el autor pagano Zósimo la forma cómo era recaudado el  chrysargyron y el rechazo que causaba (aunque su testimonio es de dudosa credibilidad debido a su profunda animadversión hacia el «impío» Constantino):

No permitió [Constantino] siquiera que escaparan las prostitutas. Como resultado, cuando había de pagarse este impuesto cada cuatro años, se oían llantos y lamentaciones por toda la ciudad, porque se reservaban castigos y torturas a quienes no podían pagar debido a su extrema pobreza. Las madres vendían a sus hijos y los padres prostituían a sus hijas ante el apremio de pagar a los exactores del chrysargyron.

En algunos reinos bárbaros, sucesores del Imperio romano de Occidente, probablemente mantuvieron la función y naturaleza de dicho impuesto.En el Imperio romano de oriente, este impuesto fue reimplantado por un tiempo en el siglo VII, quizás por Heraclio debido a la necesidad de oro para financiar sus campañas contra los persas; extrañamente, también podría ser pagado en especie.